# Torques

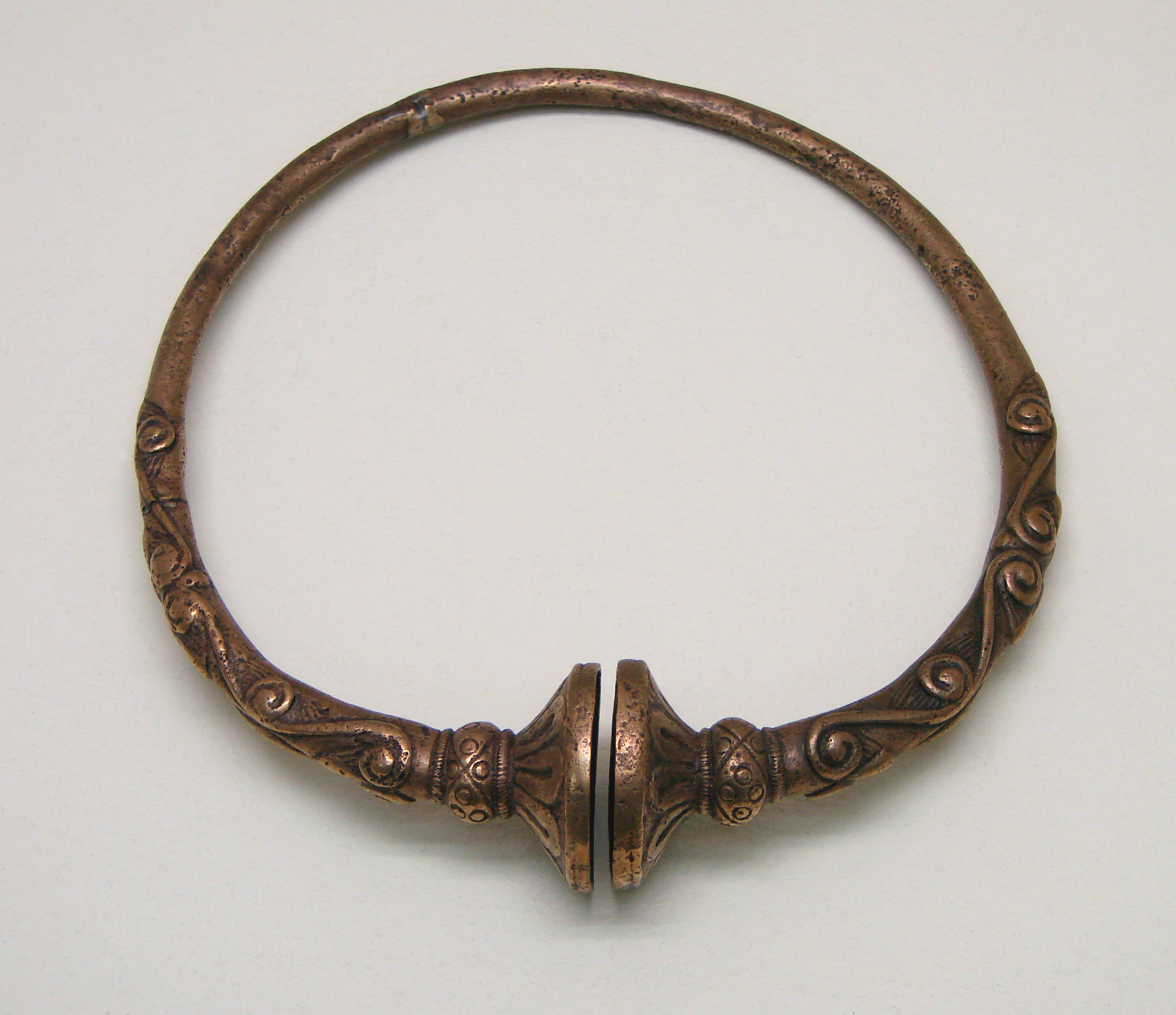
Bronzový nákrčník, nalezený v Somme-Suippe ve francouzském departmentu Marne, datovaný do 4. století př. n. l.

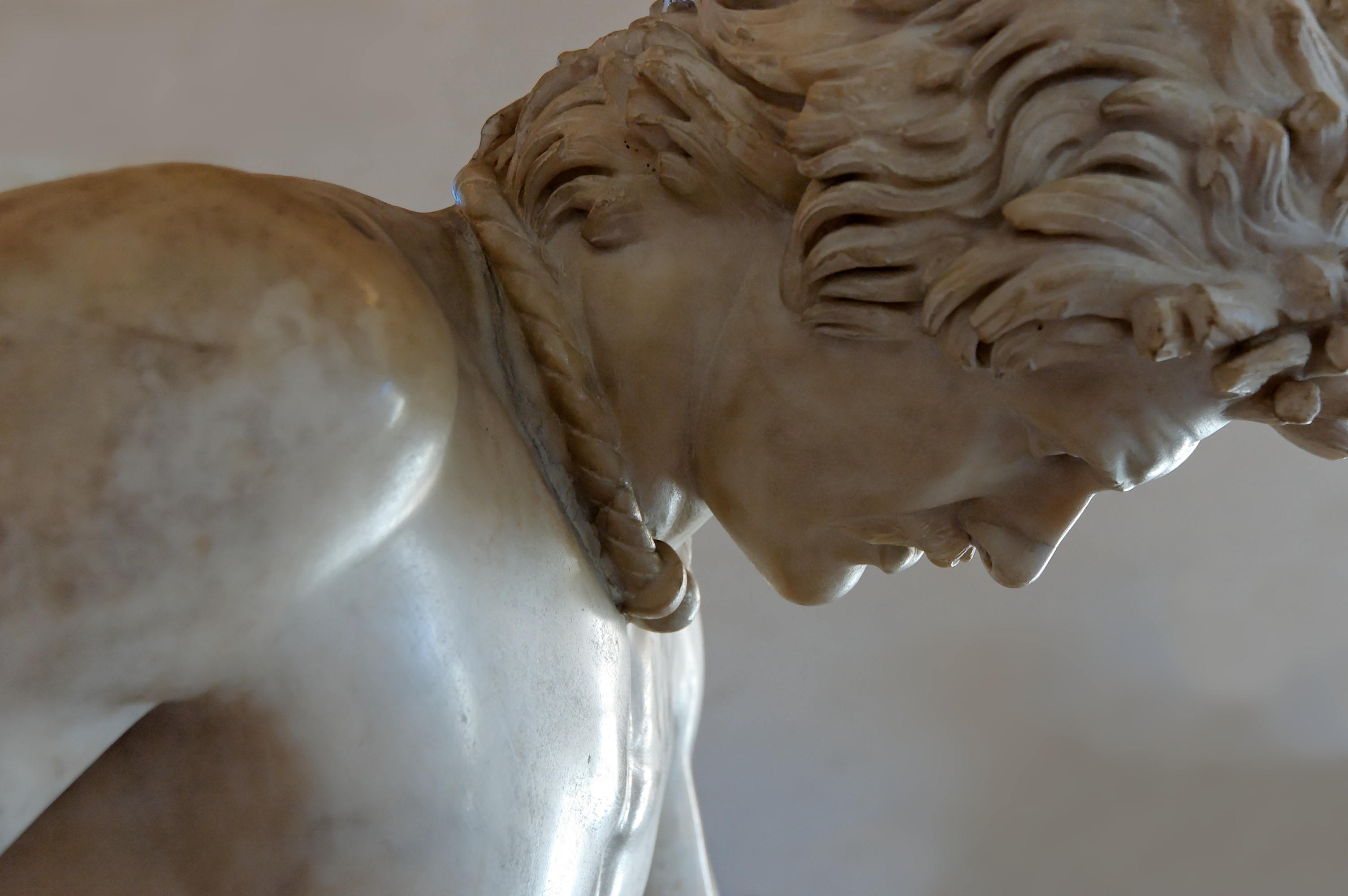
Torques na krku mramorové plastiky „umírajícího Gala“

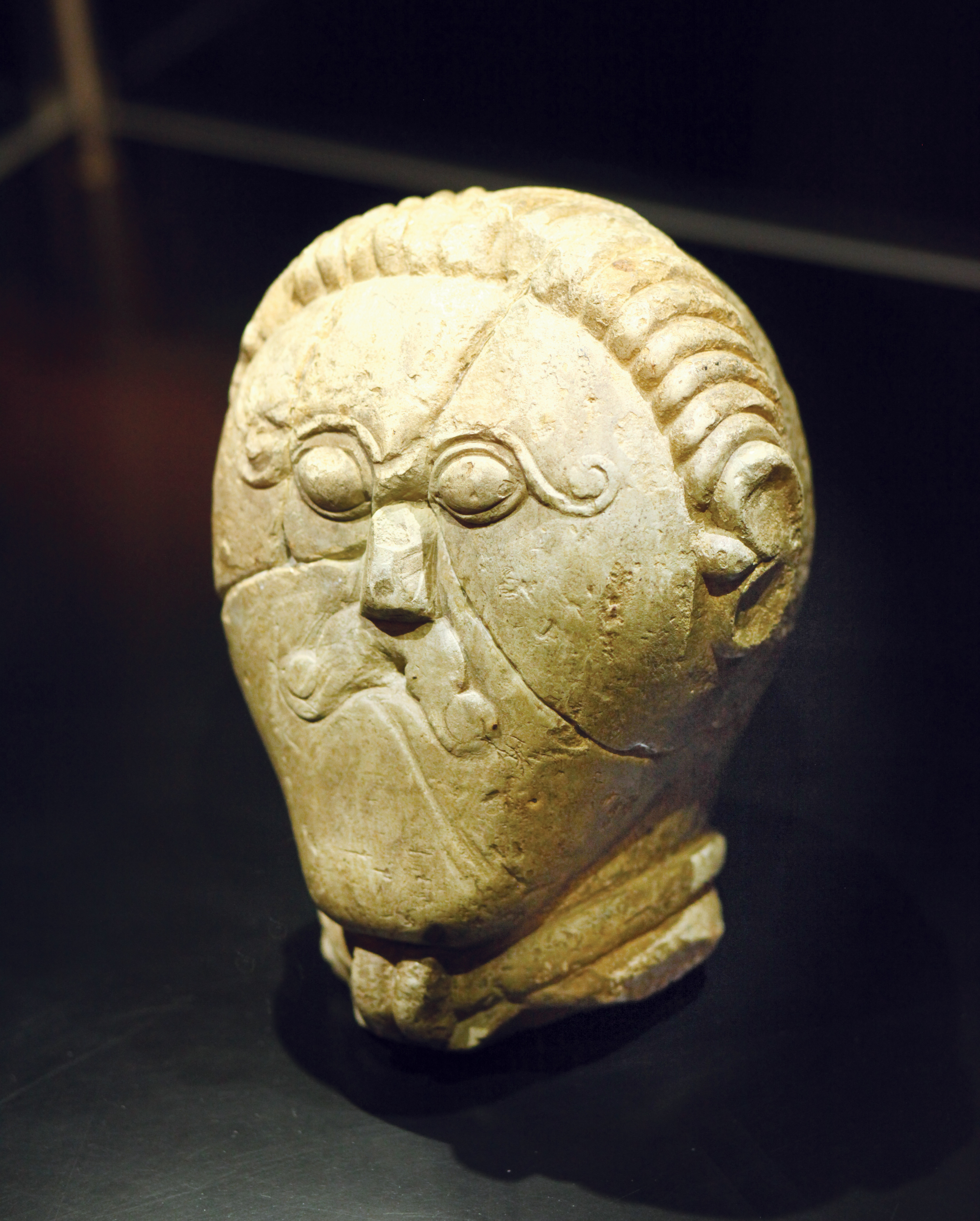
Torques na skulptuře keltského heroa z Mšeckých Žehrovic

Torques je latinský výraz pro nákrčník, společné pojmenování pro všechny pevné náhrdelníky v podobě kovových kruhů nošených na krku. Znám od doby bronzové, oblíben u Římanů a Keltů, považován za typický keltský artefakt (5.–1. století př. n. l.). Třebaže je však nákrčník označován jako předmět pro Kelty příznačný, nelze říci, že by byl běžným šperkem. Byl náboženským i světským odznakem moci, uctívání a ochrany, nosili jej bohové a bohyně, hrdinové, válečníci, kněžny a knížata; byl známkou vysokého společenského postavení a šperkem význačných žen.
Materiálem je obvykle bronz, zlato, zřídka stříbro nebo železo, provedení velmi různé, od jednoduchých drátěných kruhů přes masivnější lité různě zdobené (plastická výzdoba, pečetítkové konce, medailony, závěsky) k honosným mohutným (někdy až několik kg vážícím) exemplářům, často splétaným z kovových drátků nebo proužků; ty také bývají opatřeny výzdobou nejen stylizovanou rostlinnou, ale i figurální. Torquesy, především ty nejhonosnější, byly oblíbeným votivním darem bohům.